# Барнаульский речной порт
Барнау́льский речно́й порт — речной порт в Барнауле на берегу реки Оби рядом с устьем Барнаулки в Центральном районе города. Летом 2022 года его снесли под строительство жилого дома.

## История
До середины XIX века движение судов и лодок по Оби в районе Барнаула было незначительным. Положение изменилось с появлением пароходов: впервые в 1854 году до города дошёл пароход «Ермак» томского купца Хаминова. В 1889 году барнаульские пароходчики Функ и Щербаков приобрели самый крупный в то время в Обь-Иртышском бассейне пароход «Заметный», мощностью 240 л. с.
Со строительством железной дороги Екатеринбург-Тюмень в 1885 году между Уралом и Сибирью сложился железнодорожно-водный транспортный путь. В 1897 году была издана первая лоцманская карта Оби, введена сигнальная и судоходная обстановка на реке. В Бобровском Затоне с 1890-х годов разместились ремонтные базы судов. Из Барнаула отправлялось зерно и другие продукты сельского хозяйства. Масштабы грузовых и пассажирских перевозок в несколько раз вырастали после пуска в 1896 году железной дороги Челябинск-Обь. Среднегодовой грузооборот барнаульской пристани за 1904—1910 годы составил 5,7 млн пудов, а в урожайные годы этот показатель возрастал до 7-9 млн пудов.
На берегу Оби в это время размещалось 13 пароходных причалов частных барнаульских, томских и тюменских компаний. Между Барнаулом и другими пристанями Оби курсировало 39 пароходов, барж и больших лодок. Обострение конкуренции между алтайскими и тюменскими компаниями привело к объединению барнаульских и новониколаевских пароходчиков в монополию — «Соединённую пароходную компанию» с общим капиталом 1,5 мл. рублей.
Построенная в 1915 году Алтайская железная дорога взяла на себя часть грузов и пассажиров, чем уменьшила значение речного порта в Барнауле.
Возврат к прежним объёмам перевозок произошёл лишь в 1950-е годы. Появились новые теплоходы, береговые и плавучие краны. Была улучшена судоходная обстановка в районе порта, создана база для зимовки судов — так называемый «барнаульский ковш». В 1980-е годы ежегодный грузооборот порта составлял 4,7 млн тонн, пассажироперевозки — 1,5 млн человек. В 1985 году построено современное здание речного вокзала. В состав предприятия входили: 61 транспортный буксир, 12 теплоходов, 23 баржи и платформы.
В 1990-х годах объёмы грузовых и пассажирских перевозок резко упали. Большое количество судов стали не пригодны к эксплуатации. 
В 2022 году здание Речного вокзала снесли, а территорию передали частным инвесторам под жилую застройку.

## Современное состояние
В 2022 году теплоходы Барнаульского речного порта осуществляли пассажирские перевозки пригородного сообщения (Барнаул—Рассказиха, Барнаул—Кокуйское, Барнаул—Бобровка), а также прогулочные рейсы по акватории Оби.
Грузовые перевозки представлены, в основном, сыпучими строительными материалами — песок, щебень и так далее.
- Вид с Нового моста
- Вид с проспекта Ленина
- Речные суда на зимовке в грузовой части порта
- Вид на грузовой порт с нагорной части города